# 古布金
51°17′N 37°34′E / 51.283°N 37.567°E
古布金（俄语：Гу́бкин）是俄羅斯別爾哥羅德州北部的一個城市。2002年人口86,083人。
1931年建立，並以地質學家伊凡·古布金命名。1939年設市。

## 著名公众人物
安德烈·弗拉基米罗维奇·斯科赫